# Estación de Yōkaichi
La Estación de Yōkaichi (八日市駅 Yōkaichi-eki?) es una estación de ferrocarril localizada en Higashiōmi, Shiga, Japón. Es la estación principal de la ciudad y una de las más importantes de Ohmi Railway.

## Líneas
- Ohmi Railway
  - Línea Principal
  - Línea Yōkaichi

## Andenes
| Andén | Línea             | Dirección | Destino              |
| ----- | ----------------- | --------- | -------------------- |
| 1     | ■ Línea Principal | Sur       | Hino, Kibukawa       |
| 2     | ■ Línea Principal | Norte     | Hikone, Maibara      |
| 3     | ■ Línea Yōkaichi  | Suroeste  | Hirata, Ōmi-Hachiman |

## Autobuses
Llegan y salen de la estación autobuses operados por Ohmi Railway con destino hacia la estación de Notogawa, Eigen-ji y el "Chokotto Bus" (autobuses municipales).

## Historia
- 24 de julio de 1898 - Apertura de la estación
- 1 de enero de 1946 - Apertura del tramo entre Yōkaichi y Shin-Yōkaishi

## Estaciones adyacentes
| «                            | «                            | Servicio                     | »                            | »                            |
| Línea Principal Ohmi Railway | Línea Principal Ohmi Railway | Línea Principal Ohmi Railway | Línea Principal Ohmi Railway | Línea Principal Ohmi Railway |
| ---------------------------- | ---------------------------- | ---------------------------- | ---------------------------- | ---------------------------- |
| Hikone                       |                              | Rápido                       |                              | Sakuragawa                   |
| Kawabe-no-mori               |                              | Local                        |                              | Nagatanino                   |
| Línea Yōkaichi               |                              |                              |                              |                              |
| Terminal                     |                              | Rápido                       |                              | Ōmi-Hachiman                 |
| Terminal                     |                              | Local                        |                              | Shin-Yōkaichi                |